# 塞尔希·波亚尔科夫
塞尔希·沃洛迪米罗维奇·波亚尔科夫（烏克蘭語：Сергій Володимирович Поярков，1965年10月18日—），是乌克兰插画家。他自1991年获得未来作家和插画家金奖后为人所知。他在艺术表达裡加入哲学洞见，在拥抱全球影响的同时庆祝自己的文化遗产，这体现在他的《矛盾的平衡》书中。